# National Bank of Canada

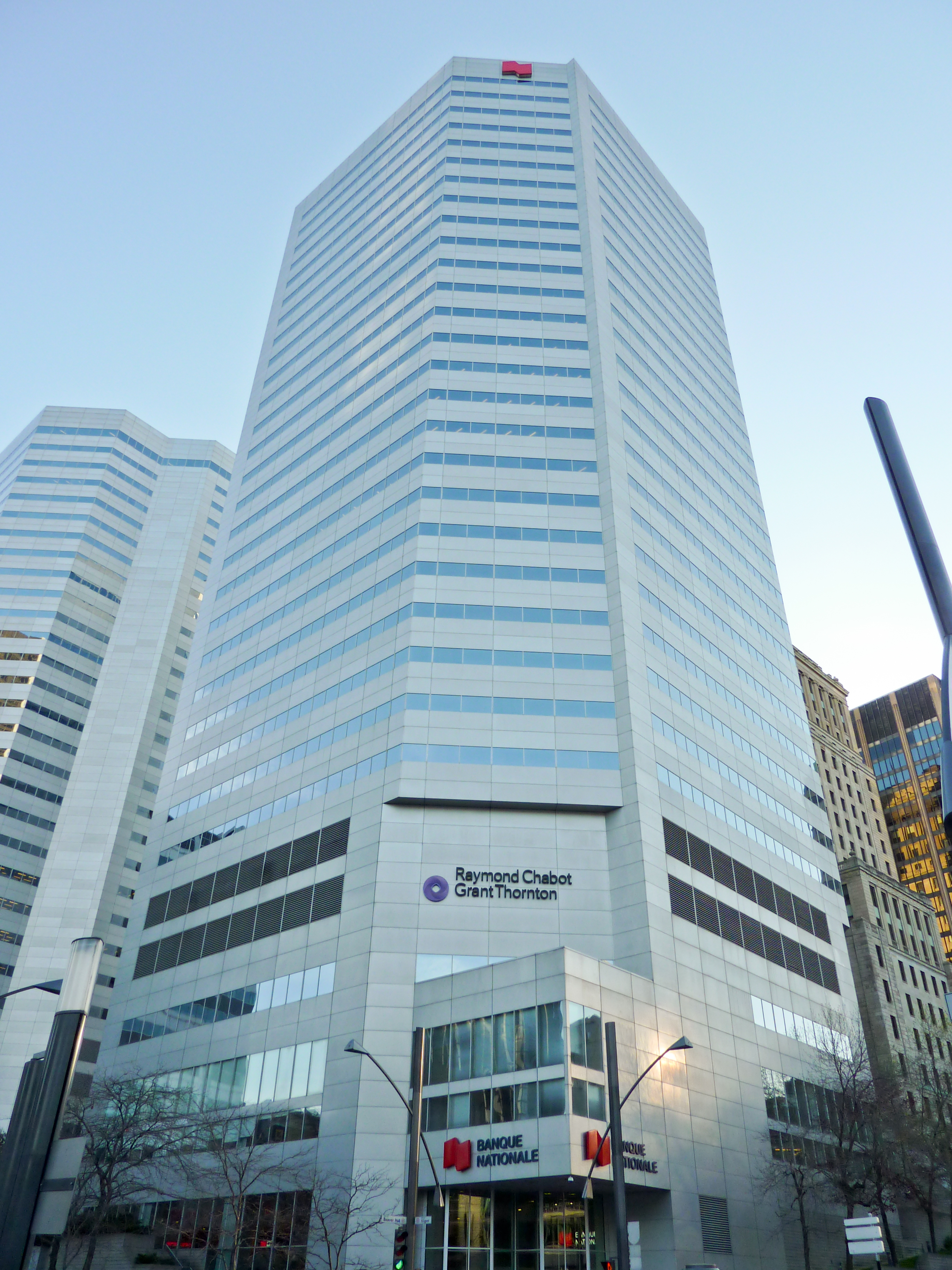
Der Hauptsitz der National Bank of Canada im Tour de la Banque Nationale

National Bank of Canada (französisch Banque Nationale du Canada) ist ein kanadisches Unternehmen mit Firmensitz in Montreal. Das Unternehmen ist im Aktienindex S&P/TSX 60 gelistet. Im Kreditinstitut sind 19.764 Mitarbeiter beschäftigt (Stand: 31. Oktober 2015). Das Unternehmen wurde 1859 gegründet und ist mit 2,4 Millionen Privatkunden die größte Bank Québecs und die sechstgrößte Bank in Kanada.
Im Jahr 2011 wurde die Bank im Fernsehmagazin Bloomberg Markets zur finanziell sichersten Bank von Nordamerika gewählt. Weltweit erreichte die Bank in der Kategorie „The World’s Strongest Banks“ den dritten Platz.

## Geschichte
Im Jahr 1859 entschlossen sich die frankophonen Unternehmer Eugène Chinic, Isidore Thibodeau, Ulric-Joseph Tessier, Olivier Robitaille, Cirice Têtu, David Dussault und Prudent Vallée wegen der sie nicht zufriedenstellenden Bankenpolitik der Bundesstaaten Québec und Ontario, eine neue Bank zu gründen. Am 4. Mai 1859 wurde die Bank unter dem Namen Banque Nationale offiziell gegründet, allerdings erst im Mai des folgenden Jahres die erste Filiale auf der eröffnet. Die Filiale lag an der Saint-Jean Street in Québec City. Nach einem Brand wurde die Filiale in der Stadt auf der rue Saint-Pierre neueröffnet – sie war damit die erste Bank im heutigen Bankenviertel der Stadt.
Ende des 19. und zu Beginn des 20. Jahrhunderts durchlief die Bank mehrere Wirtschaftskrisen, während derer sie teilweise große Verluste vermelden muss. Die National Bank of Canada stand in Konkurrenz mit der 1874 in Montreal gegründeten Banque d’Hochelaga und der 1891 ebenfalls in Montreal gegründeten The Provincial Bank of Canada. 1921 kam es zur Fusion zwischen der National Bank of Canada und der Banque d’Hochelaga unter dem neuen Namen Banque Canadienne Nationale bzw. der englischen Entsprechung Bank Canadian National (BCN). Der Provincial Bank of Canada wurde angeboten, sich ebenfalls an der Fusion zu beteiligen und zu einem großen Kreditinstitut zu verschmelzen; die Provincial Bank lehnte das Fusionsangebot jedoch ab.
Im Jahr 1968 brachte die BCN in Zusammenarbeit mit anderen Banken unter dem Namen Chargex eine Kreditkarte heraus. Es war die erste von einem kanadischen Kreditinstitut herausgegebene Kreditkarte.
Während der 1970er und 1980er Jahre verschärfte sich der Konkurrenzkampf zwischen der BCN und der Provincial Bank of Canada weiter. Zwar war die BCN zwischenzeitlich doppelt so groß wie die Provincial Bank, doch die Provincial Bank konnte durch Übernahmen anderer kanadischer Banken, insbesondere 1970 durch die Übernahme der The People’s Bank, welche zwei Jahre zuvor aus der Mitte des 19. Jahrhunderts gegründeten Quebec Savings Bank hervorgegangen war, sowie der in Toronto ansässigen Unity Bank of Canada 1976 und der Laurentide Financial Corporation Ltd. aus Vancouver im Jahr 1979, ebenfalls erheblich wachsen. Im November 1979 kam es schließlich zur Fusion der Provincial Bank und der BCN zur neuen National Bank of Canada. Der Firmensitz wurde in den beiden zwei Jahre zuvor von der Provincial Bank und Bell Canada in Kooperation erbauten Bürotürmen in Montreal etabliert. Die Fusion dieser beiden bereits national und international agierenden Kreditinstitute war eine der größten Unternehmensfusionen überhaupt.
Ab 1985 restrukturiert die National Bank ihre Geschäftsbereiche und setzt die Hauptaugenmerke auf die Bankgeschäfte, Geschäfte in den Finanzmärkten sowie das Wealth Management, was insbesondere das Private Banking mit seinen Ausprägungen auf die Vermögensberatung und Vermögensverwaltung beschreibt. In den 1980er und 1990er Jahren übernimmt die National Bank diverse kleinere kanadische Banken und gründet verschiedene Tochtergesellschaften. 1996 erreicht die Bank erstmals ein Anlagevermögen im Wert von 50 Mrd. CAN (ca. 37 Mrd. EUR), 2006 wird die Grenze von 100 Mrd. CAN (ca. 74,1 Mrd. EUR) überschritten.

## Konzernstruktur
Präsident und Chief Executive Officer (CEO) ist Louis Vachon. Vachon wurde im Juni 2007 zum CEO ernannt; zuvor war er seit 2006 Chief Operation Officer. Vachon unterstehen diverse Executive Vice Presidents, die für verschiedene Konzernbereiche verantwortlich sind: Stéphane Bilodeau (Bereich Operations), William Bonnell (Bereich Risk Management), John B. Cieslak (Bereiche Information Technology, Sourcing und Organizational Performance), Diane Giard (Bereich Banking), Lynn Jeanniot (Bereiche Human Resources und Corporate Affairs) und Karen Leggett (Bereich Marketing).
Das „Board of Directors“ besteht aus 14 Personen, sie bilden das Leitungs- und Kontrollgremium des Unternehmens. Vorsitzender des Board of Directors (Chairman of the Board) ist seit November 1991 Jean Douville aus Québec.

## Kennzahlen

Verteilung von Umsatz und Bilanzgewinn der National Bank verteilt auf die Sektoren

Das Kreditinstitut verfügt über 2,4 Millionen individuelle Kunden, wovon der Großteil von Privatkunden gebildet wird. Dabei hat die Bank 19,920 Mitarbeiter. Die Marktkapitalisierung des Unternehmens durch emittierte Aktien beträgt 12,4 Mrd. CAD (9,2 Mrd. EUR) und das Anlagevermögen 178,0 Mrd. CAN (132 Mrd. EUR).
Der Umsatz der National Bank entfällt zu 52 % auf die Bankgeschäfte (Personal and Commercial Banking), 27 % auf die Aktivitäten auf den Finanzmärkten (Financial Markets) und zu 21 % auf die Vermögensberatung (Wealth Management). Der sich daraus ergebende Bilanzgewinn verteilt sich zu ähnlichen Anteilen: 50 % ergeben sich aus den Bankgeschäften, 37 % aus den Finanzmärkten und 13 % auf die Vermögensberatung. Die Tätigkeiten in den anderen Geschäftsfeldern spielen eine vernachlässigbar kleine Rolle.

## Bewertung durch Ratingagenturen
Die vier bekannten Ratingagenturen Moody’s, Standard & Poor’s, DBRS und Fitch vergeben insgesamt stabile Ratings an die National Bank. Als Longterm-Ratings (mit einer Zeitdauer von mehr als 360 Tagen) vergibt Moody’s ein Rating von Aa3, Standard & Poor’s ein A-, DBRS vergibt ein AA und Fitch ein A+. Für die Shortterm-Ratings werden Bewertungen von P-1 (Moody’s), A-2 (Standard & Poor’s), R-1 (DBRS) und F1 (Fitch) vergeben.

## Mitgliedschaften
Die National Bank of Canada ist Mitglied der Canadian Bankers Association (CBA) und registriertes Mitglied der Canada Deposit Insurance Corporation (CDIC), der kanadischen Einlagensicherung. Darüber hinaus ist die National Bank Mitglied bei Interac, Mastercard International, dem Cirrus Network sowie im Netzwerk The Exchange.